# Vlasta Diblíková
Vlasta Diblíková (* 1960 Krnov; rozená Křenková) je první česká pilotka dopravních letadel.

## Život
V 15 letech získala pilotní průkaz na větroně, rok předtím poprvé absolvovala let v Blaníku L-13 a zformovala si tak sen, který se jí dařilo postupně naplňovat. Od roku 1996 létá u ČSA na dopravních letadlech, začínala jako druhá pilotka na strojích ATR a v roce 1998 přesedlala na stroje typu Boeing. V březnu 2003 se vrátila na stroje typu ATR jako kapitánka. Nyní létá na velkokapacitních letadlech typu Airbus. Ve své profesní dráze pilotky dopravních letadel létala po celém světě, mimo jiné i do Kanady, USA, Venezuely, Mexika, Dominikánské republiky nebo na Kubu či Dálný východ. Ze všech destinací a zemí, kam létala, jí nejvíce učarovala Indie.
Svou odvahou a trpělivostí se dokázala prosadit mezi piloty-muži, čímž dala příklad nejen současným 12 pilotkám létajícím v kabinách dopravních letadel ČSA.

## Pilotní kariéra
- 1974 první let ve větroni Blaník L-13
- 1975 pilotní zkoušky na větroně
- 1976 první seskok padákem
- Instruktorka bezmotorového létání
- Absolventka Vysoké školy dopravní v Žilině
- Řada úspěchů v navigačním létání
- Kvalifikační kurz na létání podle přístrojů (IFR) v USA
- 1996 druhá pilotka na strojích ATR
- 1998 druhá pilotka na strojích Boeing
- 2003 kapitánka na strojích ATR
- Nyní druhá pilotka na velkokapacitních strojích Airbus